# كشمر (دي جي)
ناليس هولويل_دهار (Niles hollowell_Dhar) و يعرف أكثر باسمه الفني كشمر (KSHMR) الذي اقتبسه بدوره من اسم مدينة كشمير. هو دي جي منتج موسيقي هندي-أمريكي من كاليفورنيا، صنف سنة 2015 حسب مجلة دي جي في المركز 23 عالميا وتقدم إلى المركز 12 سنة 2016 حسب نفس المجلة.

## روابط خارجية
- كشمر على موقع ميوزك برينز (الإنجليزية)
- كشمر على موقع ميوزك برينز (الإنجليزية)
- كشمر على موقع أول ميوزيك (الإنجليزية)
- كشمر على موقع أول ميوزيك (الإنجليزية)
- كشمر على موقع أول ميوزيك (الإنجليزية)
- كشمر على موقع ديسكوغز (الإنجليزية)
- كشمر على موقع ديسكوغز (الإنجليزية)